# Qualcomm
«Ква́лкомм» (англ. Qualcomm; NASDAQ) — компанія, що розробляє та досліджує засоби бездротового зв'язку, розташована в Сан-Дієго, Каліфорнія, США.

## Історія
Компанія була заснована в 1985 Ірвіном Якобсом, Франкліном Антоні та іншими.
В 1999 виробництво базових станцій було продано компанії «Ерікссон».
У 2000 виробництво стільникових телефонів було продано японській компанії «Кіосера». Компанія зосередилась на розробці та ліцензуванні технологій бездротового зв'язку, а також на виробництві інтегральних схем ASIC, що реалізують ці технології.
У 2002 дочірня компанія Qualcomm Inquam уклала чотирирічний контракт з компанією Ubiquam на розробку стільникового телефону стандарту CDMA-450.
У 2006 купила компанію Flarion Technologies, що спеціалізується у сфері OFDM-зв'язку.
5 січня 2011 оголошено, що Qualcomm Incorporated досягла угоди про поглинання компанії Atheros Communications, Inc. за оціночною вартістю 3,5 млрд доларів США. Купівля була завершена 24 травня 2011 року, і Atheros стала підрозділом Qualcomm, отримавши назву Qualcomm Atheros.
За останні 7 років чипи від компанії Qualcomm сильно закріпилися в смартфонах, які були зроблені в Китаї, мова йде про смартфони, які були розроблені китайськими компаніями, а не просто зброї в Китаї.

## Діяльність
Розробка чипсетів для CDMA, платформи BREW, Eudora Mail, OmniTRACS, MediaFLO, QChat, uiOne.

### Процесор Qualcomm
У 2005 році компанія Qualcomm ліцензувала в компанії ARM Inc процесорне ядро Cortex A8 і розробила на його базі власний мікропроцесор для мобільних телефонів, Scorpion. Чип у повному обсязі підтримував набір команд ARMv7, застосований у Cortex A8, але був доопрацьований у порівнянні з базовим ядром ARM. Scorpion працював на вищій частоті, 1 ГГц, та споживав удвічі менше електроенергії. Процесор виробляли за технологічним процесом 65 нм.
У 2008 вийшов комунікатор HTC Touch Diamond з процесором Qualcomm MSM7201A на частоті 528 МГц. Qualcomm MSM7201A є модифікованим аналогом Qualcomm MSM7200(A). Він виготовлявся за меншим тех. процесом (з 90 нм до 60 нм), внаслідок чого збільшилась тактова частота (з 400 МГц до 528 МГц), процесор базується на наборі інструкцій ARMv6.
Починаючи з Qualcomm MSM7200A, усі чипсети оснащуються FPU-блоком для роботи з числами з рухомою комою, а також графічним процесором Adreno (до 2009 року відомий під назвою Imageon).
Усі пристрої, які базуються на чипсетах Qualcomm, мають 2D/3D прискорювач, базуються на  бібліотеках OpenGL ES та DirectX Mobile, апаратна обробка до 4 млн полігонів на секунду та до 133 млн пікселів на секунду, підтримка камер до 10 мегапікселів, апаратне кодування та декодування MPEG4 та H.264 кодеків. Графічне ядро працює на частоті 250 МГц і підтримує АА-згладжування текстур, NURBS, полігональний рендерінг, вертексні та піксельні шейдери, динамічне освітлення, відсікання, накладення текстур.
Із 2008 року (модель QSD8250) процесор отримав назву Snapdragon.
Попри свій потенціал (на 2008 рік) чипсет тільки в теорії був потужніший, ніж його конкуренти: Nvidia GeForce5500 та Intel 2700G. Але з появою операційної системи Google Android ситуація на мобільних платформах швидко змінилася на користь Qualcomm.

### Програмне забезпечення Qualcomm
QPST (Qualcomm Product Support Tool), QXDM (Qualcomm eXtensible Diagnostic Monitor) — офіційне ПЗ для програмування (QPST) та діагностики (QXDM) обладнання на базі процесорів Qualcomm.
DFS CDMA Tool — неофіційне ПЗ для програмування та діагностики Qualcomm-базованого обладнання.